# Gansslaan
Gansslaan is de naam van een oud volksvermaak (kwelspel) waarbij een dode gans onthoofd dient te worden met een sabel.
Gansslaan gaat als volgt in zijn werk: Dwars over de openbare weg in een dorpskom wordt een kabel gespannen, waaraan in het midden een korf zonder bodem komt te hangen. In die korf wordt een dode gans gestopt met de kop en de nek naar beneden door de open bodem. In de nek van het dode dier wordt een stevige metalen draad aangebracht. Vervolgens gaat mansvolk uit het gehucht om de beurt proberen om, geblinddoekt en wel, met een sabel de nek van het beest doormidden te slaan. Dat wordt een nogal bloederige aangelegenheid, tot meerder vermaak van (sommige) omstanders. Degene, die uiteindelijk de kop eraf weet te meppen, is de winnaar, die het hele jaar lang een bijzonder aanzien geniet en bovendien de dode gans mee naar huis mag nemen.
In België en Nederland vindt het ganskoppen plaats in dorpen en stadjes langs de Maas, zoals Oost-Maarland, Moelingen en Wezet. Het ganskoppen is net als het 'haanslaan' in Riemst benoemd tot immaterieel erfgoed.

## Bezwaren van de Dierenbescherming
Het  bezwaar van de Dierenbescherming tegen dit, met name in het Zuid-Limburgse gehucht Maarland gehouden zogenaamde 'gaanshowwe' is niet alleen dat het dier zonder noodzaak en enkel tot vermaak gedood wordt, maar vooral ook dat het zeer onethisch is om op een dergelijke manier met het lichaam van een geleefd hebbend wezen om te springen. Bij uitspraak van 17 oktober 1984 (NJ 1985, 390) heeft het Gerechtshof te 's-Hertogenbosch geoordeeld, dat het 'gaashouwe' een ernstige schending inhoudt van de op de goede zeden gegronde, dan wel daarvan deel uitmakende norm dat de mensen dieren behoorlijk zullen bejegenen. Het Hof nam daarbij in overweging, dat een dergelijk evenement kan leiden tot verruwing van menselijk gedrag ten aanzien van dieren, zelfs als het dode dieren betreft (het evenement in Maarland vond al langer plaats met slechts dode ganzen nadat uit de eigen bevolking eerder bezwaren waren gerezen tegen het gansslaan op levende ganzen).
De Dierenbescherming heeft in 2003 een rapport gepubliceerd waarin een juridisch kader voor gemeenten en provincies is uitgewerkt bij het werken met dieren tijdens evenementen. Gemeenten kunnen in aanvulling op landelijke wet -en regelgeving in hun APV (Algemene Plaatselijke Verordening) aan de hand van deze modelrichtlijnen regels opnemen ten aanzien van het dierenwelzijn.